# Abrazar
Abrazar o Abrazare (dal volgare italiano abraçare "abbracciare") è un'arte marziale europea di contatto, composta da prese e leve corporee, sviluppatasi in Italia nel basso medioevo e derivata dalle altre arti marziali europee come la lotta e il pancrazio.

## Storia
La prima e più importante testimonianza di questa arte marziale si ritrova nel manuale di scherma "Flos duellatorum in armis, sine armis, equestres, pedestres", del maestro di scherma friulano Fiore dei Liberi, dove viene descritta come "un giogo di prese, coperture, legature e rotture". Nell'opera viene mostrato come buttare a terra l'avversario attraverso l'utilizzo delle gambe e spostando il baricentro, oppure come si possano slogare gli arti dell'avversario. Con il passare del tempo, dopo il medioevo questa arte marziale iniziò a sparire. Solo in tempi recenti grazie agli studi di storici e appassionati di scherma tradizionale, si è ricominciato a praticarla come una delle varie arti marziali storiche europee (HEMA).